# 社会民主工党 (荷兰)
社会民主工党（荷蘭語：Sociaal-Democratische Arbeiderspartij）是荷兰历史上的一个社会主义政党，存在于1894年—1946年，分裂自社会民主联盟，创始人是彼得·耶勒斯·特勒斯特拉。当时的党纲照搬了德国社会民主党的《爱尔福特纲领》。该党早期得到了德国社会民主党的大量帮助，曾吸引了知名作家如赫尔曼·高特的加入。1909年，该党发生分裂，大卫·维因库普建立社会民主党（1918年，改组为荷兰共产党）。1946年2月9日，该党与自由思想民主联盟、基督教民主联盟合并为工党。